# 加布·纽维尔
加布·洛根·紐維爾（英語：Gabe Logan Newell，1962年11月3日—）是美國遊戲開發者和企業家，網上發行公司維爾福（Valve Software）的共同創辦人兼董事總經理。

## 工作
紐維爾在哈佛大學輟學後，於微軟工作十三年，最終成為「微軟的百萬富翁」 。紐維爾形容自己是前三個版本的Windows的「製作人」 。紐維爾和微軟員工麥克·哈靈頓 ，受到同樣由微軟離職的邁克爾·亞伯拉什的影響與啟發（邁克爾·亞伯拉什工作於id Software並參與開發《雷神之錘》），離開微軟，在1996年創立維爾福。他和哈靈頓用自己的資金開發《戰慄時空》。在《戰慄時空2》的创作过程中，他花了几个月的时间研究Steam项目。
2007年，紐維爾公開表達為遊戲平台開發遊戲的不滿，特別是在PlayStation 3遊戲的開發上。在系統方面，紐維爾曾說道遊戲主機的一般發展過程是在「浪費大家的時間，並且在某些方面是一場災難......我想說，即使在這麼晚的日子，他們應該取消它，讓他們結束。」 「這是一個可怕的災難，我們很抱歉，我們要停止銷售，並試圖說服人們停止為它開發。」 然而，在2010年的E3遊戲展上，紐維爾上出現在索尼的在展台上，坦承他過去直言不諱的討論遊戲主機的發展。同時他稱讚索尼公司的PlayStation 3平台的開放性，並宣佈《傳送門2》將登陸主機平台，同時宣佈這款遊戲支援Steamworks、且相容大多數的遊戲控制器。
紐維爾還批評了Xbox Live服務，稱之為一場「災難」。 他還強烈批評微軟最新的Windows 8操作系統，稱這是一場「浩劫」，因為它威脅到PC遊戲的開放性。 
2010年12月，福布斯評選紐維爾為「你應該知道的名字」，他的成就主要是在Steam上同多個主要的遊戲開發商建立伙伴關係。在2012年3月，福布斯估計紐維爾的身家為15億美元，排名全球億萬富翁的第854位。

## 个人生活
加布和莉萨·纽维尔（Lisa Mennet Newell）结婚，并有两个儿子。
他患有富克斯营养不良症，这是一个先天性的疾病，会影响眼角膜，但在2006年和2007年通过两个角膜移植手术治愈。
他最喜歡的遊戲是《超級瑪利歐64》、《毀滅戰士》和巴勒斯大型机版的《星際迷航》。《毀滅戰士》改變了他，使他認為電子遊戲是娛樂的未來、《超級瑪利歐64》使他確信，電子遊戲是一種藝術。
2020年，紐維爾和他的一眾夥伴在嚴重特殊傳染性肺炎疫情（COVID-19）期間寓居紐西蘭，並且決定在旅行限制放寬之後繼續居留在奧克蘭而不是返回西雅圖。有感於紐西蘭的熱情好客，紐維爾等人籌劃了一個免費活動，"We Love Aotearoa"，延請新西蘭當地藝術家做現場表演。這一活動也和維爾福公司旗下的虚拟实境遊戲（《戰慄時空：艾莉克絲》等）有深度合作。但由於新西蘭封鎖隔離措施，該活動於當年12月才得以開展。。紐維爾於10月正式向紐西蘭當局提交永居申請，然而他並不打算將維爾福公司遷往紐西蘭。 原則上他的申請業已通過。2021年，他返回西雅圖的總部工作。

## 趣闻
由于維爾福的多款游戏（如《半条命》《求生之路》《传送门》）均未推出第三代续作，导致玩家开玩笑称加布“不会数3”。加布本人也在《DOTA 2》个人主题语音包中对此自嘲。

## 外部連結
- Gabe Newell（页面存档备份，存于） at the Valve Developer Community（页面存档备份，存于） wiki
- 访谈
  - Discussing Valve（页面存档备份，存于） at Rock, Paper, Shotgun（页面存档备份，存于）
  - Interview from August 2007（页面存档备份，存于） at Eurogamer
  - The story of the development of Half-Life 2（页面存档备份，存于） at Gamespot
  - Gabe Newell on Half-Life 2at （页面存档备份，存于）
- 开发半条命2的故事（页面存档备份，存于）
- 一位玩家对《开发半条命2的故事》的原创翻译连载Blog（对新浪网翻译版本做了很大修正）
- 对加维尔关于半条命2的采访